# Rubén Morales
Rubén Morales (Valle Hermoso, Tamaulipas; 11 de septiembre de 1959) es un actor mexicano. 
Ha participado en telenovelas como ¿Dónde está Elisa?, Aurora,  Mi corazón insiste en Lola Volcán, Relaciones peligrosas, Secreteando, Pasión prohibida, En otra piel, Dueños del paraíso y ¿Quién es quién?.

## Filmografía

### Telenovelas
- Sangre de mi tierra (2017-2018) - Joaquín Martínez
- Milagros de Navidad (2017) - Doctor
- La fan (2017) - Director del canal
- ¿Quién es quién? (2015-2016) - Justino Hernández
- Dueños del paraíso (2015) - Frank
- En otra piel (2014) - Don Mario
- Pasión prohibida (2013) - Salomón Barrera
- Secreteando (2012) - Rodolfo
- Relaciones peligrosas (2012) - Ricardo Gómez
- Mi corazón insiste en Lola Volcán (2011) - Ramón Noriega
- Aurora (2010-2011) - Roque González
- ¿Donde está Elisa? (2010) - Prefecto Néstor Salazar
- Destilando amor (2007) - Lic. Quintana
- Heridas de amor (2006) - Vicente Mercado
- La madrastra (2005) - Detective Figueroa
- La esposa virgen (2005) - Efrén Barquín
- Corazones al límite (2004) - Adrián Romo
- Velo de novia (2003) - Basilio Valdés
- Las vías del amor (2002) - Efraín
- Entre el amor y el odio (2002) - Padre Jesús Alarcón
- La intrusa (2001) - Dr. Gerardo Báez
- Amigas y rivales (2001) - Sr. Villada
- Laberintos de pasión (1999-2000) - Asistente de comandante
- Tres mujeres (1999-2000) - Javier
- Camila (1998-1999) - Lic. Eduardo Meléndez
- Huracán (1997-1998) - Froilán
- Salud, dinero y amor (1997-1998) - Sr. Rivas-Cacho
- Bendita mentira (1996) - Ramiro
- La culpa (1996) - Ministerio Público
- Cañaveral de pasiones (1996) - Ministerio Público
- Morir dos veces (1996) -
- Caminos cruzados (1994-1995)
- Mi pequeña Soledad (1991) - Alberto
- Tal como somos (1987)

### Series de TV
- Veraneantes (1985)
- Ficciones (1981)

### Películas
- Millonario sin amor (2021)
- The Tasmanian Devil (2019) como Saúl Álvarez
- Violencia urbana (1996)
- Buscando salida (1995)
- Bulldog (1993)
- Comando terrorista (1992)
- La secta de la muerte (1990)
- Trébol Negro (1990)